# パーペチュア岬
パーペチュア岬（パーペチュアみさき、Cape Perpetua）はオレゴン州リンカーン郡のオレゴン海岸中央部にある、太平洋に向かって突き出ている大きな森に覆われた岬。陸地はサイユースロー国有林の一部として米国林野庁が管理している。

## 位置
パーペチュア岬はオレゴン州ヤハッツから国道101号線に沿って南へ約3kmの所に位置する。アメリカ大陸太平洋岸北西部の典型的な岬で、海岸から高く険しい絶壁を形成している。パーペチュア岬の最高地点は海面から240m以上に達する。天気の良い日には頂上から110kmにわたるオレゴンの海岸線と60km先までの海上を見ることができる。

## 歴史
先住民族は6,000年以上にわたりパーペチュア岬付近の海岸で貝・カニ・ウニを採っていた。パーペチュア岬はアルシーの人々の領域の南部の一部だった。この岬は彼らの言葉でハルカイクと呼ばれており、露出した場所というような意味だったらしい。パーペチュア岬ビジターセンター近くの海岸に大量に捨てられた貝殻の山に、今日でも彼らの生活の跡を見ることができる。
この岬は北西航路への太平洋の入り口を探していたジェームズ・クックが1778年3月7日に発見した。発見が聖パーペチュアの記念日だったので、クックはこの岬をパーペチュア岬と名付けた。
この地域は1908年にサイユースロー国有林の一部となった。1914年、米国林野庁がパーペチュア岬をめぐる崖に狭い道路を切り開き、ヤハッツ川に木の橋を架け、ヤハッツとその南にあるフローレンスの両集落間の行き来ができるようになった。木の橋は1926年に鉄橋に架け替えられた。ルーズベルト記念ハイウェイ（現在はハイウェイ国道101号線）のパーペチュア岬区間は1930年代に建設された。
1933年、岬の麓、クリーク岬のすぐ北、今日のパーペチュア岬ビジターセンターの近くに市民保全部隊のキャンプが建てられた。市民保全部隊はパーペチュア岬キャンプ場、歩道網、そして岬の頂上付近に西シェルター監視所を建設した。第二次世界大戦中、西シェルター監視所は沿岸監視所として使われ、大口径の沿岸砲が一時的に設置されていた。また、場所は不明だが岬の高さを活用してSCR-270Bレーダーが設置されていた。
パーペチュア岬のシェルターと胸墻は1989年にアメリカ合衆国国家歴史登録財に登録された。

## パーペチュア岬景観地区

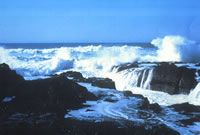
パーペチュア岬の近くにある悪魔の撹乳器

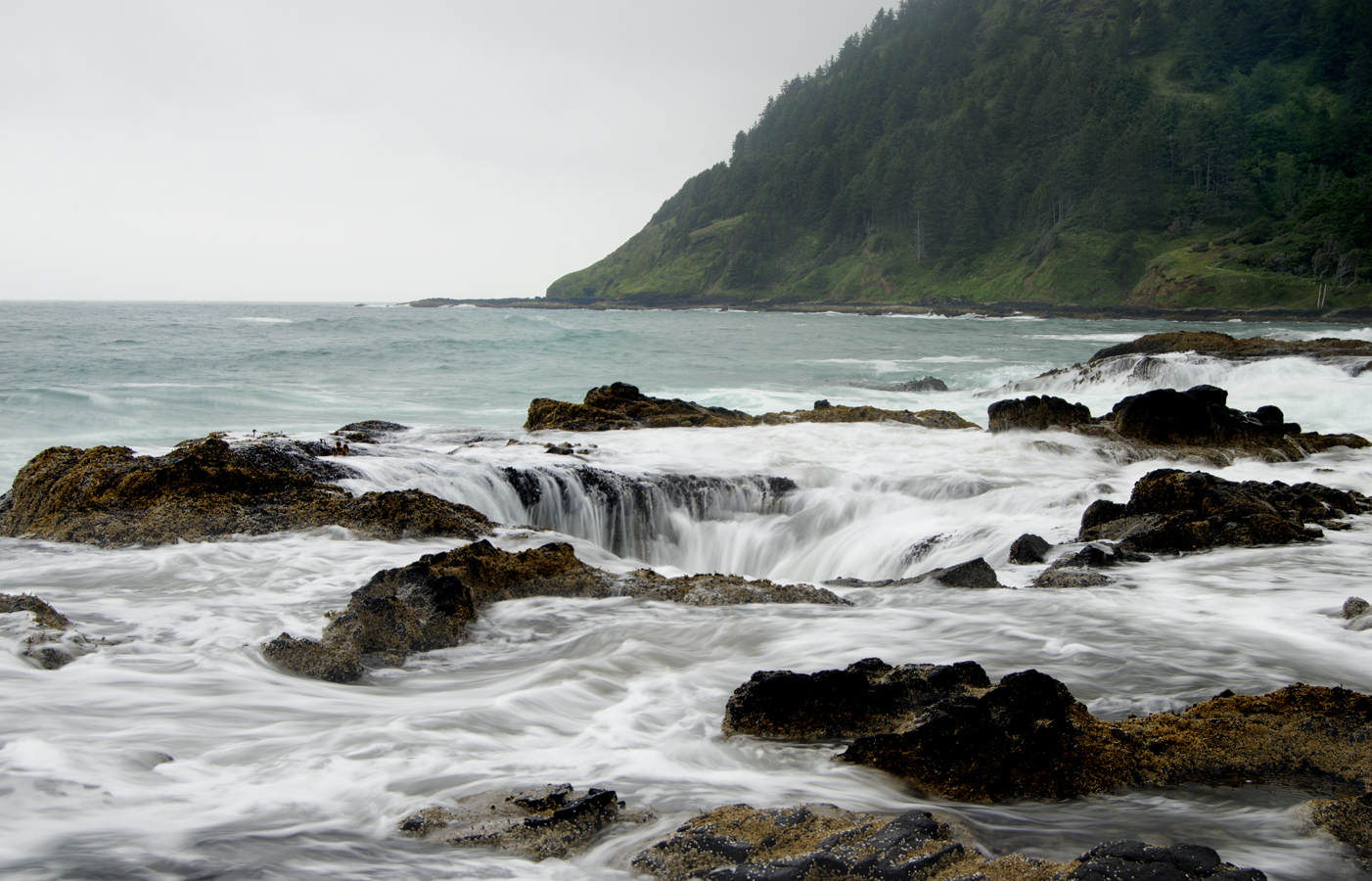
トールの井戸

米国林野庁はオレゴン海岸中央部の独特な美観に脚光を当てるため、1960年代にパーペチュア岬景観地区を設定し、パーペチュア岬ビジターセンターを建設した。景観地区は11km2のトウヒ・ベイマツ・アメリカツガの原生林を含む。
パーペチュア岬景観地区ではキャンプ、ピクニック、ハイキング、観光、ホエールウオッチング、ビジターセンターの日替わりプログラムが楽しめる。原生林の中には太平洋岸の潮だまりに至る全長約40kmの遊歩道がある。サイユースローの沈黙の歩哨(the Silent Sentinel of the Siuslaw)の名で知られる樹齢600年のシトカトウヒの巨木に至る遊歩道もある。この木は高さ56m以上で、根元の周りは12mある。2007年9月15日、このシトカトウヒの老木は群を抜く大きさと樹齢を認められ、州からオレゴン樹木遺産に指定されて手厚く保護されることになった。
パーペチュア岬の海岸線に沿って、独特の観光スポットがいくつかある。悪魔の撹乳器（Devil's Churn）は海岸の岩が長く裂けて波が満ちており、入ってくる波と出て行く波がぶつかる時に激しく砕ける。クックの裂け目（Cook's Chasm）にある潮吹き岩（Spouting Horn）と、近くの台状部にあるトールの井戸（Thor's Well）は、どちらも波が駆動する海水の噴水である。トールの井戸の位置は北緯44度16分42秒 西経124度06分49秒 / 北緯44.278421度 西経124.113499度。潮吹き岩の位置は北緯44度16分39秒 西経124度06分47秒 / 北緯44.277497度 西経124.112994度。トールの井戸と潮吹き岩は、ともに満潮の前後1時間ほどが見頃となる。どれほどの壮観となるかは、満潮の高さやうねりの大きさと方向による。風もまた影響を与える。悪魔の撹乳器、トールの井戸、潮吹き岩は観光客に有名だが、大きな満潮や冬の嵐の時には危険なこともある。
パーペチュア岬ビジターセンターはヤハッツから南へ3kmの所にある。ビジターセンターのデッキからは海と海岸が眺められる。コククジラの回遊を見ることもできる。ビジターセンターには自然史や文化についての展示、参加型のこども科学コーナー、自然の映像を上映するシアター、そして書店がある。ブルッキングズのエミリー山爆撃への反応としてSCR-270Bレーダーが1943年に設置された。